# Rho
Rho (grekiska ρω ro) (versal: Ρ, gemen: ρ eller ϱ) är den 17:e bokstaven i det grekiska alfabetet. Den motsvarar, och har samma ljudvärde som, R, r i det latinska alfabetet och Р, р i det kyrilliska alfabetet. I början av ord uttalades rho med spiritus asper, dvs. med h-förslag, och transkriberas då rh. Förutom rho var det endast vokaler som kunde uttalas såväl med spiritus asper som spiritus lenis (utan h-förslag). Nygrekiska saknar aspiration helt och gör inte denna åtskillnad.
I det joniska talbeteckningssystemet hade rho värdet 100.

## Unicode
|   | decimalt | hexadecimalt | HTML  |
| - | -------- | ------------ | ----- |
| ρ | 961      | 3C1          | &rho; |
| Ρ | 929      | 3A1          | &Rho; |

## Matematik, Fysik och Kemi
Rho (ϱ,{\displaystyle \varrho \,}) används även som beteckning i matematik, fysik och kemi där rho (ρ) kan beteckna densitet, resistivitet eller korrelation. Symbolen är i stort likadan som den grekiska gemenen, men brukar återgivas i mer stiliserad form än vad den gör i grekisk text för att undvika sammanblandning med latinska bokstaven p.
- Beteckning för krökningsradie, SI-enhet är meter (m).
- Beteckning för (elektrisk) resistivitet, SI-enhet är ohm-meter (Ω·m eller Ω·m)
- Beteckning för laddningstäthet, SI-enhet är coulomb per kubikmeter (C/m³).
- Beteckning för densitet, massa per volym, SI-enhet är kilogram per kubikmeter (kg/m³).
- ϱA, beteckning för massa per area, SI-enhet är kilogram per kvadratmeter (kg/m²).
- Reservbeteckning för reflexionsfaktor och reflektans. Normalbeteckningen är r och storheten är enhetslös.
- Beteckning för ρ-mesonen i partikelfysiken. ρ-mesonen har spinn 1 och massa 770 MeV/c².
- Förstaderivatan för en aktieoptions pris avseende riskfria räntan.